# والدسبيرال
والدسبيرال هو مجمع مباني سكنية في دارمشتات، ألمانيا، تم بناؤه في التسعينيات. يُترجم الاسم إلى اللغة الإنجليزية إلى غابة لولبية، وهو ما يعكس كلاً من المخطط العام للمبنى وحقيقة أنه يحتوي على سقف أخضر. تم تصميمه من قبل الفنان النمساوي فريدنسرايش هوندرتفاسر، وخططه ونفذه المهندس المعماري هاينز سبرينجمان، وشيدته شركة باوفرين دارمشتات. تم الانتهاء من البناء في عام 2000.
يقع مبنى والدسبيرال السكني في بيرجرباركفيرتال في دارمشتات. يحتوي على 105 شقة وموقف سيارات. في الماضي، كان الجزء العلوي من المبنى يحتوي على مطاعم ومقاهي وبارات يمكن للناس زيارتها. حاليا، لا توجد وسائل راحة مفتوحة للزوار. الفناء الداخلي يحتوي على ملعب لأطفال السكان وبحيرة صناعية صغيرة. يتميز المبنى ذو الشكل على الحرف U بالواجهة الفريدة، التي لا تتبع تنظيمًا شبكيًا منتظمًا، والنوافذ، التي تظهر كما لو كانت "aus der Reihe tanzen" (ترقص خارج الخط) الإختلاف في كل مكان وكذلك عدم الإنتظام، غالبًا مع «ساكني الأشجار» وهي الأشجار التي تنمو من النوافذ. يرتفع السقف المائل، المزروع بالعشب والشجيرات والأزهار والأشجار، مثل منحدر على طول شكل U. أعلى نقطة بالمبنى تتكون من 12 طابقا.

## معرض الصور

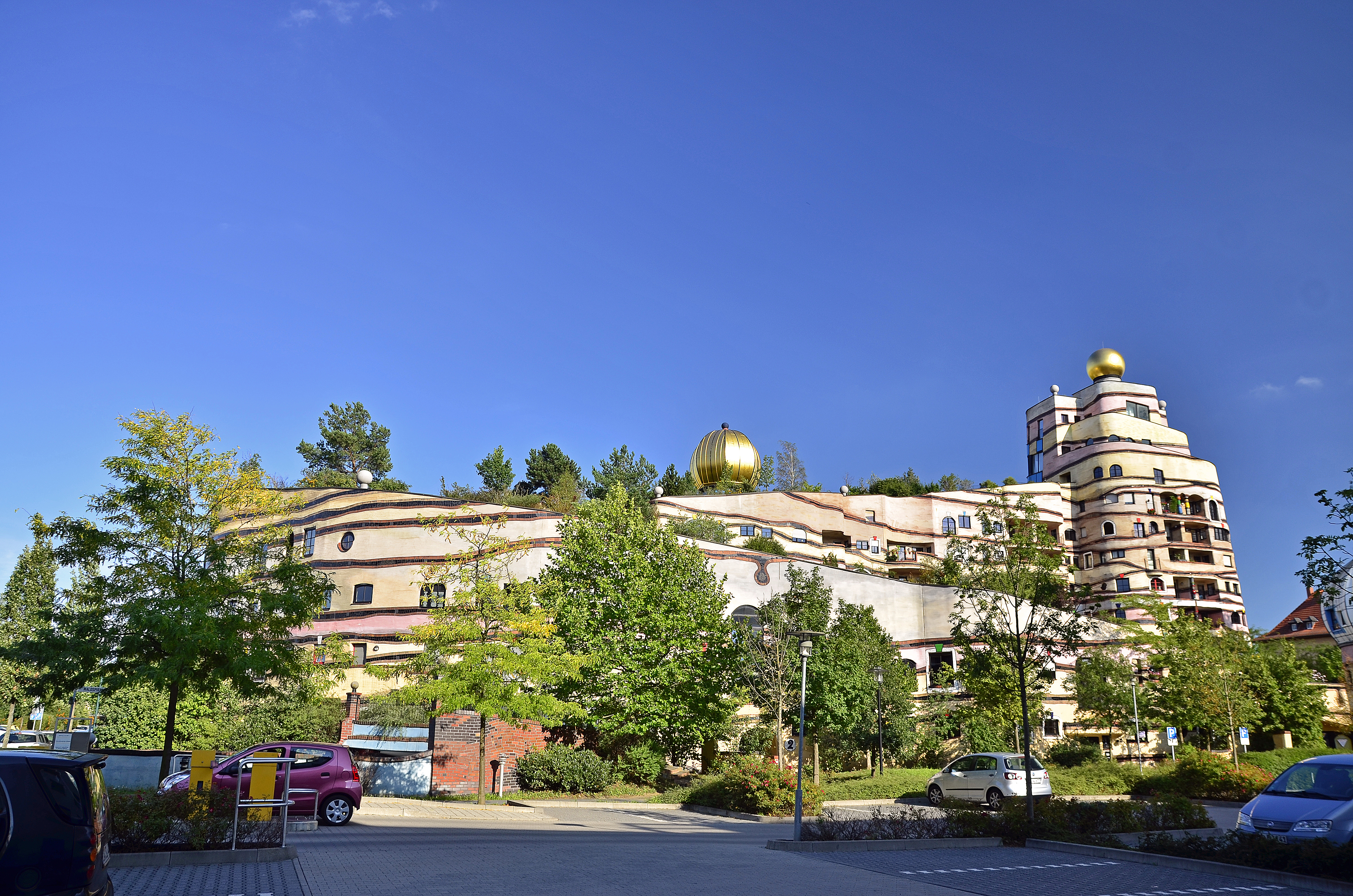
والدسبيرال في دارمشتات
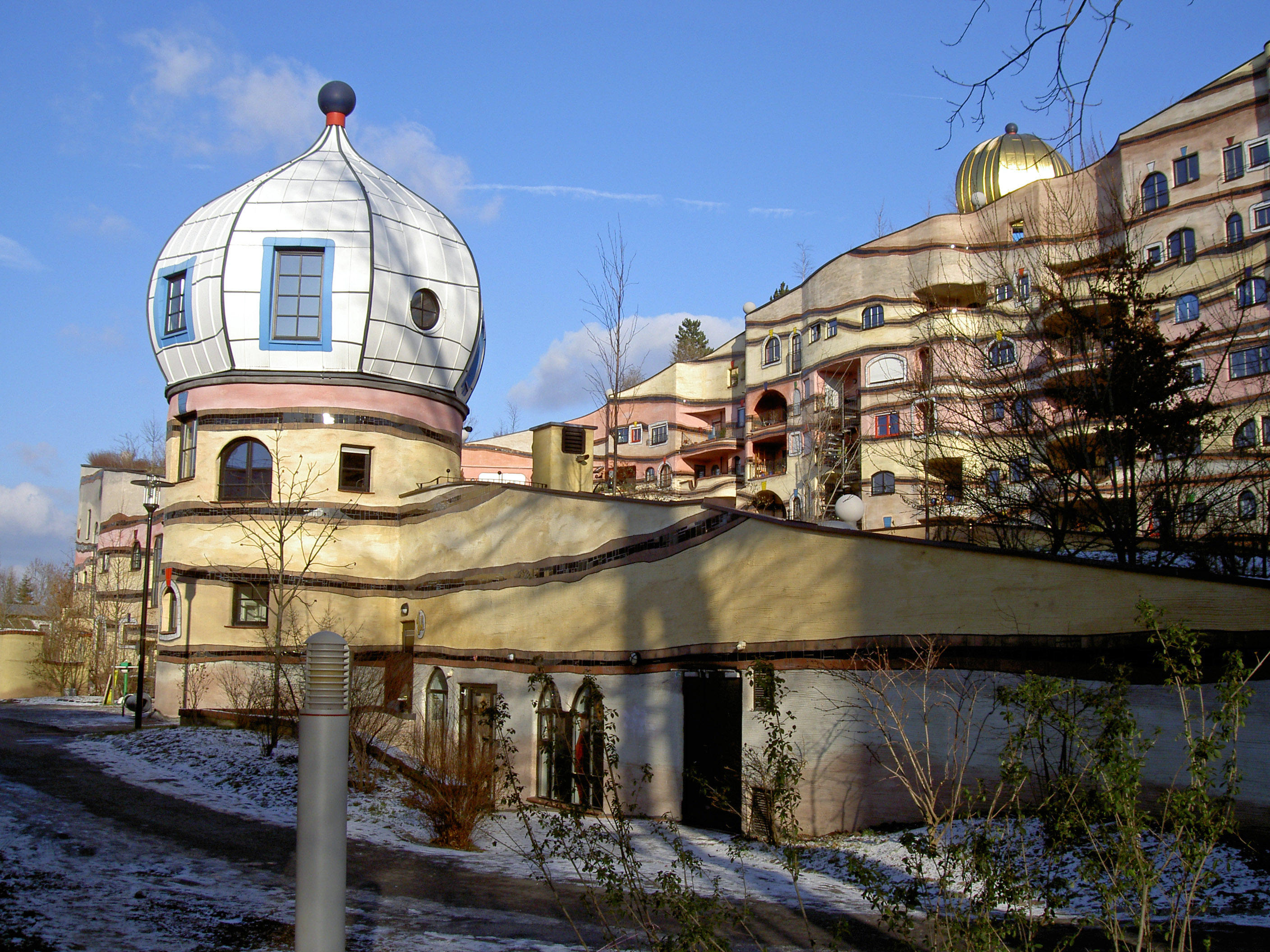
البرج يشبه القباب البصلية الروسية.
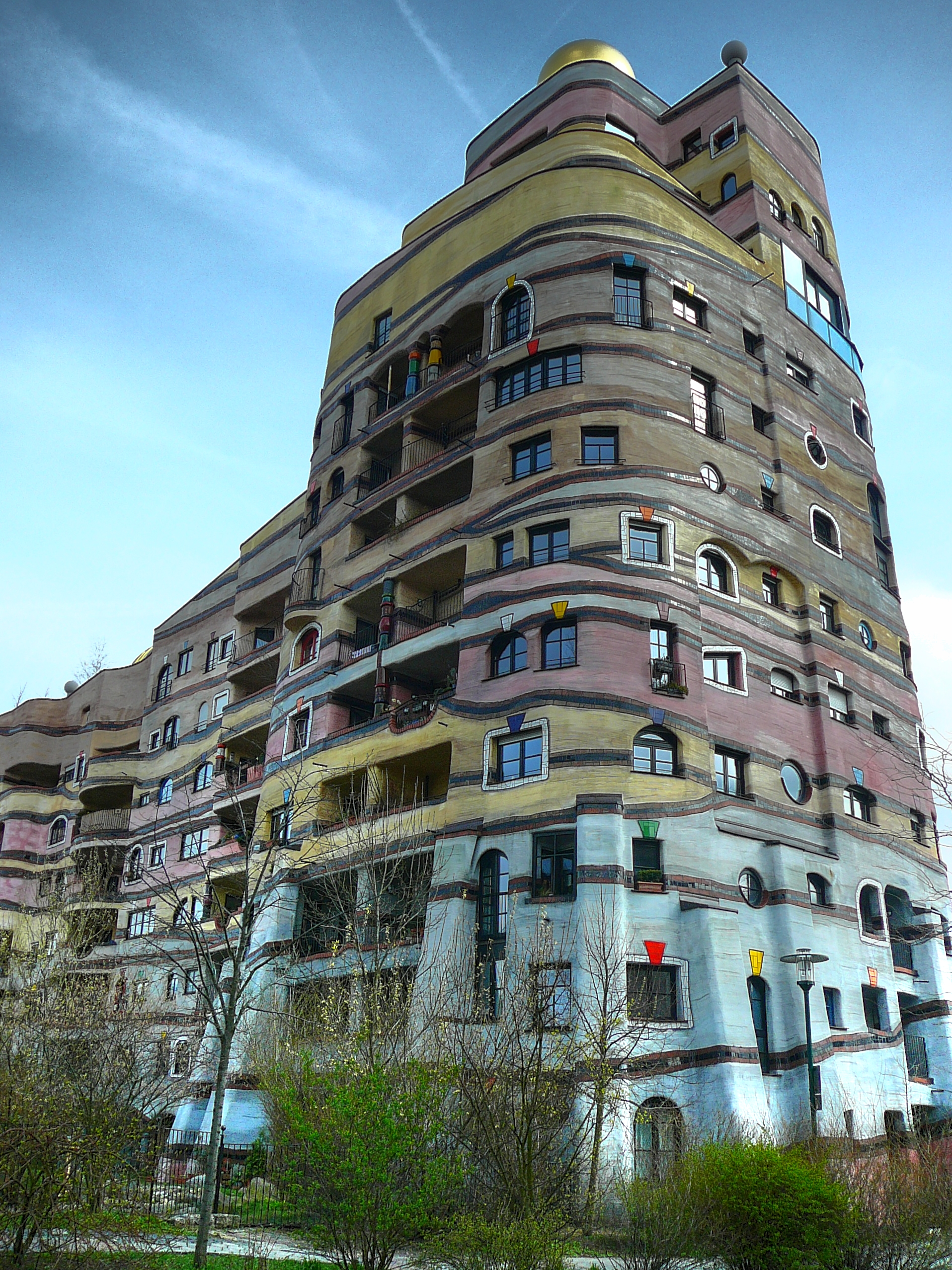
منظر آخر للمجمع.